# Jehane Noujaim
Jehane Noujaim (àrab: چيهان نچيم, Jīhān Nujaym) (el Caire, 17 de maig de 1974) és una directora de cinema documental estatunidenca d'origen egipci. Les seves obres més conegudes són Control Room, Startup.com i Pangea Day. Fou guanyadora del TED Prize l'any 2006.

## Biografia
Jehane Noujaim és una cineasta, nascuda a Washington DC però criada a Kuwait i al Caire. De jove va començar a treballar com a fotògrafa al Caire, fins que es va mudar a Boston el 1990, on va anar a la Universitat Harvard d'on el 1992 es va graduar magna cum laude en Arts Visuals i Filosofia. El mateix any, abans de la seva graduació, Noujaim va ser premiada amb la beca Gardiner amb la qual va dirigir Mokattam, una pel·lícula àrab sobre una galleda d'escombraries recollida en un llogaret prop del Caire a Egipte. Posteriorment, Noujam va començar a treballar per a la MTV News a la divisió documental com a productor de la sèrie documental UNfiltered. Noujaim va deixar la MTV per produir i dirigir el seu primer gran documental Startup.com en associació amb Pennebaker Hegedus Films. El llargmetratge documental fou molt aclamat per la crítica i guanyador de nombrosos premis. Des de llavors, ha treballat tant a l'Orient Mitjà com als Estats Units com a directora de fotografia en diversos documentals com Born Rich de Jamie Johnson, Only the Strong Survive de Chris Hegedus i D.A. Pennebaker, i Down from the Mountain de D.A. Pennebaker, Chris Hegedus, i Nick Doob. L'any 2004, va dirigir el llargmetratge Control Room aclamada pel·lícula sobre el Comandament Central dels Estats Units i les relacions amb Al-Jazeera i altres organitzacions de notícies que cobrien la invasió de l'Iraq el 2003. El 2007, va co-dirigir (amb Sherief El Katsha) la pel·lícula Shayfeen.com que es va emetre dins el projecte WhyDemocracy. El 2008, va llançar Pangea Day.

## Pangea Day
Després de guanyar el premi TED, Jehane va proclamar el seu desig d'organitzar i dirigir una videoconferència en directe que va tenir lloc a Nova York, Rio de Janeiro, Londres, Dharamsala, el Caire, Jerusalem i Kigali. El 10 de maig de 2008 l'espectacle va ser transmès internacionalment durant més de 4 hores a través de telefonia mòbil, televisió i altres plataformes. L'argument comptava amb pel·lícules, oradors i música.